# Zisterzienserinnenabtei Notre-Dame de l’Étanche

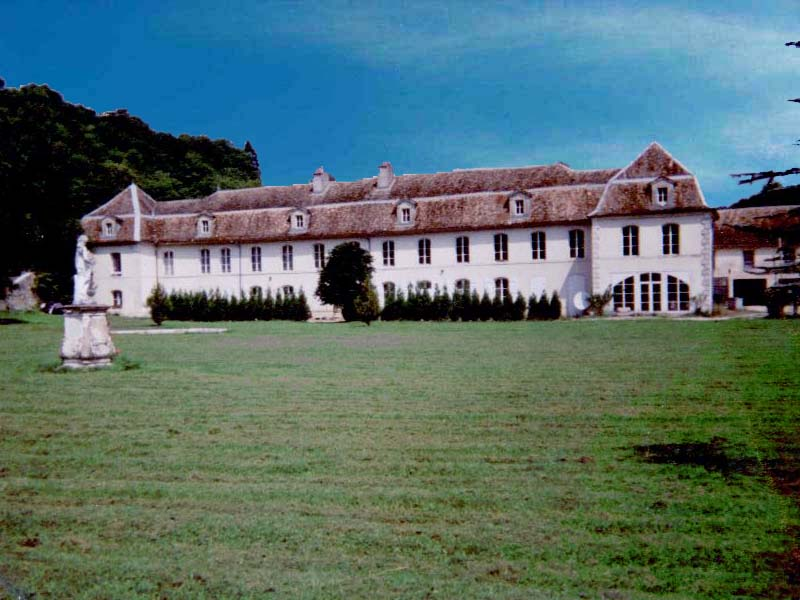
Abtei Notre-Dame de L’Étanche, Konventsgebäude

Die Zisterzienserinnenabtei Notre-Dame de l’Étanche (älter: L’Estanche) ist ein ehemaliges Kloster der Zisterzienserinnen in Rollainville im Département Vosges. Die Abtei bestand von 1148 bis 1792. Sie ist nicht zu verwechseln mit der Prämonstratenserabtei Notre-Dame de l’Étanche.

## Geschichte
Die Abtei Tart besiedelte das 1148 östlich Neufchâteau gestiftete Nonnenkloster Notre-Dame de l’Étanche (von étang = Weiher), das im 17. Jahrhundert teilzerstört wurde, vorübergehend aufgegeben und nach Neufchâteau verlagert werden musste, im 18. Jahrhundert aber vollständig wiederaufgebaut wurde. Von dem 1792 durch die Französische Revolution geschlossenen Kloster ist ein Teil des Konventbaus (nicht aber die Kirche) übrig (in Privatbesitz).